# GP3 Series 2016
La stagione 2016 della GP3 Series è stata la settima della categoria, nata a supporto della GP2 Series. È iniziata il 14 maggio, e si è conclusa il 27 novembre, dopo 9 doppi appuntamenti in totale. Il campionato è stato vinto dal pilota monegasco Charles Leclerc, mentre il titolo per le scuderie è andato alla francese ART Grand Prix.

## La pre-stagione

### Calendario
Il calendario è stato ufficializzato il 4 marzo. La stagione inizia solo a maggio, in corrispondenza del Gran Premio di Spagna. L'appuntamento ad Abu Dhabi rimane l'ultima gara in calendario.
| Gara | Gara | Circuito                                 | Giri | Lunghezza                  | Data        | Ora   | Supporto                          |
| ---- | ---- | ---------------------------------------- | ---- | -------------------------- | ----------- | ----- | --------------------------------- |
| 1    | G1   | Circuito di Catalogna, Barcellona        | 22   | 22 x 4,655 km = 102,410 km | 14 maggio   | 17:15 | Gran Premio di Spagna 2016        |
| 1    | G2   | Circuito di Catalogna, Barcellona        | 17   | 17 x 4,655 km = 79,135 km  | 15 maggio   | 09:25 | Gran Premio di Spagna 2016        |
| 2    | G1   | Red Bull Ring, Spielberg bei Knittelfeld | 24   | 24 x 4,326 km = 103,824 km | 2 luglio    | 17:05 | Gran Premio d'Austria 2016        |
| 2    | G2   | Red Bull Ring, Spielberg bei Knittelfeld | 17   | 17 x 4,326 km = 73,542 km  | 3 luglio    | 09:10 | Gran Premio d'Austria 2016        |
| 3    | G1   | Circuito di Silverstone                  | 20   | 20 x 5,891 km = 117,820 km | 9 luglio    | 16:20 | Gran Premio di Gran Bretagna 2016 |
| 3    | G2   | Circuito di Silverstone                  | 11   | 11 x 5,891 km = 64,801 km  | 10 luglio   | 08:15 | Gran Premio di Gran Bretagna 2016 |
| 4    | G1   | Hungaroring, Mogyoród                    | 22   | 22 x 4,381 km = 96,382 km  | 23 luglio   | 17:20 | Gran Premio d'Ungheria 2016       |
| 4    | G2   | Hungaroring, Mogyoród                    | 17   | 17 x 4,381 km = 74,477 km  | 24 luglio   | 09:15 | Gran Premio d'Ungheria 2016       |
| 5    | G1   | Hockenheimring                           | 23   | 23 x 4,574 km = 105,202 km | 30 luglio   | 17:20 | Gran Premio di Germania 2016      |
| 5    | G2   | Hockenheimring                           | 18   | 18 x 4,574 km = 82,322 km  | 31 luglio   | 09:15 | Gran Premio di Germania 2016      |
| 6    | G1   | Circuito di Spa-Francorchamps            | 17   | 17 x 7,004 km = 119,068 km | 27 agosto   | 17:10 | Gran Premio del Belgio 2016       |
| 6    | G2   | Circuito di Spa-Francorchamps            | 13   | 13 x 7,004 km = 91,052 km  | 28 agosto   | 09:10 | Gran Premio del Belgio 2016       |
| 7    | G1   | Autodromo Nazionale Monza                | 22   | 22 x 5,793 km = 127,446 km | 3 settembre | 17:20 | Gran Premio d'Italia 2016         |
| 7    | G2   | Autodromo Nazionale Monza                | 17   | 17 x 5,793 km = 98,481 km  | 4 settembre | 09:25 | Gran Premio d'Italia 2016         |
| 8    | G1   | Circuito di Sepang                       | 19   | 19 x 5,543 km = 105,317 km | 1 ottobre   | 10:30 | Gran Premio della Malesia 2016    |
| 8    | G2   | Circuito di Sepang                       | 14   | 14 x 5,543 km = 77,602 km  | 2 ottobre   | 10:05 | Gran Premio della Malesia 2016    |
| 9    | G1   | Circuito di Yas Marina, Isola Yas        | 18   | 18 x 5,554 km = 99,972 km  | 26 novembre | 12:25 | Gran Premio di Abu Dhabi 2016     |
| 9    | G2   | Circuito di Yas Marina, Isola Yas        | 14   | 14 x 5,554 km = 77,756 km  | 27 novembre | 13:00 | Gran Premio di Abu Dhabi 2016     |

### Test
La prima sessione di test si svolge sul Circuito di Estoril tra il 22 e il 24 marzo, la seconda il 7 e 8 aprile, sul Circuito Ricardo Tormo di Valencia, e la terza il 20 e 21 aprile sul Circuito di Barcellona.
| Circuito                          | Data      | Pilota più veloce | Team              | Tempo    | Giri |
| --------------------------------- | --------- | ----------------- | ----------------- | -------- | ---- |
| Circuito di Estoril               | 22 marzo  | Nirei Fukuzumi    | ART Grand Prix    | 1'28"645 | 69   |
| Circuito di Estoril               | 23 marzo  | Antonio Fuoco     | Trident Racing    | 1'28"079 | 74   |
| Circuito di Estoril               | 24 marzo  | Antonio Fuoco     | Trident Racing    | 1'27"293 | 65   |
| Circuito Ricardo Tormo, Valencia  | 7 aprile  | Artur Janosz      | Trident Racing    | 1'21"755 | 68   |
| Circuito Ricardo Tormo, Valencia  | 8 aprile  | Matt Parry        | Koiranen GP       | 1'21"476 | 87   |
| Circuito di Catalogna, Barcellona | 20 aprile | Óscar Tunjo       | Jenzer Motorsport | 1'33"554 | 73   |
| Circuito di Catalogna, Barcellona | 21 aprile | Kevin Jörg        | DAMS              | 1'35"358 | 40   |

## Piloti e scuderie

### Scuderie
Due scuderie, partecipanti alla categoria dalla sua nascita, la Carlin Motorsport e la Status Grand Prix, abbandonano il campionato. Uno dei due posti lasciati vacanti è coperto dalla scuderia francese DAMS, già presente in GP2 Series. L'altro era stato assegnato al team inglese Virtuosi UK, che però abbandona prima dell'inizio della stagione. Rimangono così in lista solo 7 team, che potranno schierare fino a 4 vetture ciascuno.

### Piloti
Il campione 2015 della categoria, Esteban Ocon, corre nel DTM, oltre che diventare pilota di riserva alla Mercedes, in Formula 1. Il vicecampione, Luca Ghiotto, è promosso in GP2 Series, con la Trident.Aleksander Bosak, che corse con l'Arden nel 2015, passa alla Formula V8, mentre l'ex pilota della Status, Seb Morris, trova un volante nel campionato britannico GT.
Il figlio di Jean Alesi, Giuliano entra nel campionato, correndo per la Trident. La scuderia italiana ingaggia anche due altri piloti, già impegnati nella categoria, Antonio Fuoco e Sandy Stuvik. La neoentrante DAMS iscrive tre esordienti per la categoria: Jake Hughes (secondo nel 2015 nella F. Renault 2.0 Alps), Kevin Jörg (secondo nella F. Renault 2.0 NEC) e lo statunitense Santino Ferrucci. La Campos conferma Palou, e gli affianca Steijn Schothorst (che proviene dal Renault Sport Trophy) e Konstantin Tereschenko (impiegato nel 2015, sempre da Campos, nell'Euro Open di F3). Il campione 2015 della Eurocup Renault e della Renault Alps, Jack Aitken, è ingaggiato dall'Arden, assieme alla colombiana Tatiana Calderón e Jake Dennis, entrambi provenienti dalla F.3.
Il nipponico Nirei Fukuzumi, quarto nel campionato di F.3 del suo Paese, nel 2015, firma con l'ART. Il team francese ingaggia anche il thailandese Alexander Albon, con esperienza in F3, l'olandese Nyck de Vries, terzo, nel 2015, nella F. Renault 3.5, e il monegasco Charles Leclerc, anch'egli proveniente dalla F3. La Jenzer fa esordire il pilota malese Akash Nandy, reduce da un'ottima stagione nella F3 tedesca.
La Koiranen conferma Matevos Isaakyan, impiegato nelle ultime gare del 2015, preleva dalla Jenzer Ralph Boschung e dà un volante a Mahaveer Raghunathan. Óscar Tunjo, colombiano, che per problemi di budget aveva interrotto la stagione 2015, viene ingaggiato dalla Jenzer, che ingaggia anche lo slovacco Richard Gonda.
Mahaveer Raghunathan non disputa la gara in Austria, in quanto impegnato in Auto GP. La Jenzer, per la gara di Silverstone, sostituisce Oscar Tunjo col pilota indiano Arjun Maini. Dalla gara di Spa la Koiranen impiega il finnico Niko Kari in luogo di Ralph Boschung. Kari, esordiente nella categoria, proviene dalla Formula 4 NEZ, del quale è campione per il 2015. Sempre da questo appuntamento Tunjo rientra alla Jenzer, con la quale aveva disputato la prima gare della stagione: prende il posto di Richard Gonda. A Monza la Koiranen impiega Ralph Boschung. Lo svizzero non prende parte alla gara di Sepang.
L'italiano Alessio Lorandi si accorda con Jenzer, per disputare gli ultimi due appuntamenti stagionali, a sepang a Abu Dhabi. Lorandi abbandona la F3 FIA, ove correva per la Carlin.

### Tabella riassuntiva
| Team                | Nº | Pilota                  | Weekend di gare |
| ------------------- | -- | ----------------------- | --------------- |
| ART Grand Prix      | 1  | Charles Leclerc         | Tutti           |
| ART Grand Prix      | 2  | Nirei Fukuzumi          | Tutti           |
| ART Grand Prix      | 3  | Alexander Albon         | Tutti           |
| ART Grand Prix      | 4  | Nyck de Vries           | Tutti           |
| Trident             | 5  | Antonio Fuoco           | Tutti           |
| Trident             | 6  | Artur Janosz            | Tutti           |
| Trident             | 7  | Giuliano Alesi          | Tutti           |
| Trident             | 8  | Sandy Stuvik            | Tutti           |
| Arden International | 9  | Jake Dennis             | Tutti           |
| Arden International | 10 | Tatiana Calderón        | Tutti           |
| Arden International | 11 | Jack Aitken             | Tutti           |
| Koiranen GP         | 14 | Matt Parry              | Tutti           |
| Koiranen GP         | 15 | Mahaveer Raghunathan    | 1               |
| Koiranen GP         | 16 | Matevos Isaakyan        | Tutti           |
| Koiranen GP         | 17 | Ralph Boschung          | 1-5, 7          |
| Koiranen GP         | 17 | Niko Kari               | 6               |
| Jenzer Motorsport   | 18 | Akash Nandy             | Tutti           |
| Jenzer Motorsport   | 19 | Richard Gonda           | 1–2, 4          |
| Jenzer Motorsport   | 19 | Óscar Tunjo             | 6               |
| Jenzer Motorsport   | 19 | Alessio Lorandi         | 8-9             |
| Jenzer Motorsport   | 20 | Óscar Tunjo             | 1–2             |
| Jenzer Motorsport   | 20 | Arjun Maini             | 3-9             |
| Campos Racing       | 22 | Álex Palou              | Tutti           |
| Campos Racing       | 23 | Steijn Schothorst       | Tutti           |
| Campos Racing       | 24 | Konstantin Tereshchenko | Tutti           |
| DAMS                | 26 | Santino Ferrucci        | Tutti           |
| DAMS                | 27 | Jake Hughes             | Tutti           |
| DAMS                | 28 | Kevin Jörg              | Tutti           |

## Circuiti e gare
Fa il suo esordio per la categoria il Circuito di Sepang, mentre escono dal calendario le gare del Bahrain e di Soči. A seguito del rientro, nel calendario di F1, del Gran Premio di Germania, viene nuovamente programmata una gara sul suolo tedesco, sull'Hockenheimring.

## Modifiche al regolamento
Da questa stagione viene introdotta una nuova vettura, la Dallara GP3/16, che sostituisce la Dallara GP3/13.

## Sistema di punteggio

### Classifica piloti
I punti vengono assegnati ai primi dieci classificati in gara-1 (detta anche gara lunga o feature race) e ai primi otto in gara-2 (detta anche gara corta o sprint race). Colui che conquista la pole position riceve 4 punti, mentre 2 sono assegnati a chi fa il giro più veloce, ma solo se si trova all'interno della top ten della gara stessa. Non sono assegnati punti extra al poleman di gara-2 poiché si tratta semplicemente dell'8º arrivato in gara-1, che si trova a partire in prima posizione in gara-2, a causa della regola della griglia invertita.
Punti nella feature race
| Posizione | 1º | 2º | 3º | 4º | 5º | 6º | 7º | 8º | 9º | 10º | Pole | GPV |
| Punti     | 25 | 18 | 15 | 12 | 10 | 8  | 6  | 4  | 2  | 1   | 4    | 2   |

Punti nella sprint race
I punti sono assegnati ai primi otto classificati.
| Posizione | 1º | 2º | 3º | 4º | 5º | 6º | 7º | 8º | GPV |
| Punti     | 15 | 12 | 10 | 8  | 6  | 4  | 2  | 1  | 2   |

### Classifica scuderie
Vengono assegnati punti solo alle prime tre vetture giunte sul traguardo.

## Risultati e classifiche

### Gare
In gara 2 la griglia di partenza si basa sui risultati di gara 1, con i primi 8 piloti posizionati in ordine inverso; al pilota in pole in gara 2 non vengono attribuiti punti aggiuntivi.
| Gara | Gara | Circuito      | Tempo     | Velocità     | Pole position   | Giro veloce     | Pilota vincitore | Team vincitore      |
| ---- | ---- | ------------- | --------- | ------------ | --------------- | --------------- | ---------------- | ------------------- |
| 1    | F    | Barcellona    | 36'38"694 | 167,473 km/h | Jake Hughes     | Charles Leclerc | Charles Leclerc  | ART Grand Prix      |
| 1    | S    | Barcellona    | 28'24"177 | 166,902 km/h |                 | Óscar Tunjo     | Alexander Albon  | ART Grand Prix      |
| 2    | F    | Red Bull Ring | 35'01"756 | 177,619 km/h | Charles Leclerc | Charles Leclerc | Charles Leclerc  | ART Grand Prix      |
| 2    | S    | Red Bull Ring | 33'57"642 | 129,707 km/h |                 | Ralph Boschung  | Ralph Boschung   | Koiranen GP         |
| 3    | F    | Silverstone   | 37'53"666 | 186,337 km/h | Alexander Albon | Alexander Albon | Alexander Albon  | ART Grand Prix      |
| 3    | S    | Silverstone   | 27'55"438 | 138,949 km/h |                 | Jake Dennis     | Antonio Fuoco    | Trident             |
| 4    | F    | Hungaroring   | 35'49"008 | 161,391 km/h | Nyck de Vries   | Jake Dennis     | Matt Parry       | Koiranen GP         |
| 4    | S    | Hungaroring   | 30'01"514 | 148,748 km/h |                 | Alexander Albon | Alexander Albon  | ART Grand Prix      |
| 5    | F    | Hockenheim    | 38'25"683 | 164,258 km/h | Alexander Albon | Charles Leclerc | Antonio Fuoco    | Trident             |
| 5    | S    | Hockenheim    | 29'51"410 | 165,453 km/h |                 | Jake Hughes     | Jake Hughes      | DAMS                |
| 6    | F    | Spa           | 40'06"695 | 177,919 km/h | Charles Leclerc | Charles Leclerc | Charles Leclerc  | ART Grand Prix      |
| 6    | S    | Spa           | 31'56"599 | 170,792 km/h |                 | Jack Aitken     | Jack Aitken      | Arden International |
| 7    | F    | Monza         | 38'06"844 | 200,141 km/h | Charles Leclerc | Jake Hughes     | Jake Dennis      | Arden International |
| 7    | S    | Monza         | 30'24"854 | 193,669 km/h |                 | Nyck de Vries   | Nyck de Vries    | ART Grand Prix      |
| 8    | F    | Sepang        | 35'43"959 | 176,841 km/h | Charles Leclerc | Alexander Albon | Alexander Albon  | ART Grand Prix      |
| 8    | S    | Sepang        | 26'21"781 | 176,615 km/h |                 | Jake Dennis     | Jake Dennis      | Arden International |
| 9    | F    | Yas           | 38'06"651 | 157,210 km/h | Alexander Albon | Jack Aitken     | Nyck de Vries    | ART Grand Prix      |
| 9    | S    | Yas           | 30'21"199 | 153,474 km/h |                 | Jake Dennis     | Jake Hughes      | DAMS                |

### Classifica piloti
| Pos. | Pilota                | BAR | BAR | RBR | RBR | SIL | SIL | HUN | HUN | HOC | HOC | SPA | SPA | MNZ | MNZ | SEP | SEP | YMC | YMC | Punti |
| ---- | --------------------- | --- | --- | --- | --- | --- | --- | --- | --- | --- | --- | --- | --- | --- | --- | --- | --- | --- | --- | ----- |
| 1    | Charles Leclerc       | 1   | 9   | 1   | Rit | 2   | 3   | 6   | 3   | 5   | 3   | 1   | 6   | 4   | Rit | 3   | 5   | Rit | 9   | 202   |
| 2    | / Alexander Albon     | 6   | 1   | 2   | 2   | 1   | 14  | 7   | 1   | 4   | Rit | 9   | 10  | 6   | 2   | 1   | 8   | Rit | Rit | 177   |
| 3    | Antonio Fuoco         | 4   | 3   | 5   | 3   | 3   | 1   | 2   | 10  | 1   | 18† | 4   | 2   | 8   | 3   | 8   | Rit | 16  | 17  | 157   |
| 4    | Jake Dennis           | 7   | 4   | Rit | Rit | 12  | 9   | 3   | 7   | 12  | 6   | 2   | 5   | 1   | 4   | 6   | 1   | 2   | 4   | 149   |
| 5    | Jack Aitken           | 20  | 19  | 9   | 5   | 13  | 6   | 9   | 6   | 6   | 2   | 5   | 1   | 2   | 5   | 2   | 3   | 3   | 2   | 148   |
| 6    | Nyck de Vries         | 9   | 5   | 3   | 4   | 5   | 8   | 20  | 13  | 2   | 8   | 3   | 8   | 7   | 1   | 13  | 6   | 1   | 11  | 133   |
| 7    | Nirei Fukuzumi        | 3   | 13  | 7   | Rit | 11  | 7   | 4   | 4   | Rit | 11  | Rit | 15  | 5   | Rit | 7   | 2   | 5   | 3   | 91    |
| 8    | Jake Hughes           | 2   | 8   | 8   | 6   | Rit | 17  | 23  | 19  | 8   | 1   | Rit | Rit | 3   | 10  | Rit | 12  | 7   | 1   | 90    |
| 9    | Matt Parry            | 12  | 20  | 6   | 7   | 4   | 16  | 1   | 5   | 3   | 7   | Rit | Rit | 9   | 17  | 9   | 4   | Rit | 12  | 82    |
| 10   | Arjun Maini           |     |     |     |     | 8   | 19  | 8   | 2   | 7   | 5   | Rit | 16  | 14  | 6   | 4   | 7   | 14  | 14  | 50    |
| 11   | Ralph Boschung        | 10  | 10  | 4   | 1   | 6   | 12  | 5   | 22  | 15  | Rit |     |     | 18  | 9   |     |     |     |     | 48    |
| 12   | Santino Ferrucci      | 15  | 11  | 15  | 10  | 18  | 4   | 15  | 11  | 9   | 4   | 7   | 3   | 19† | 11  | Rit | Rit | 9   | 15  | 36    |
| 13   | Steijn Schothorst     | Rit | 22  | 20  | 12  | 14  | 5   | 22  | 20  | Rit | 17  | 6   | 7   | 13  | 13  | 5   | 10  | 6   | 7   | 36    |
| 14   | Kevin Jörg            | 5   | 7   | 13  | 14  | 15  | 11  | 10  | 9   | 14  | 10  | 11  | Rit | NC  | 12  | 12  | 11  | 4   | 8   | 26    |
| 15   | Álex Palou            | 19  | 14  | 16  | 11  | 10  | 2   | 11  | 14  | 16  | 19† | 13  | 11  | 11  | 7   | 14  | 19  | 10  | 5   | 22    |
| 16   | Óscar Tunjo           | 8   | 2   | 14  | 13  |     |     |     |     |     |     | 15  | NP  |     |     |     |     |     |     | 18    |
| 17   | Matevos Isaakyan      | 11  | 6   | Rit | Rit | 21  | 18  | 12  | 8   | Rit | 13  | 8   | 4   | Rit | Rit | 15  | 14  | Rit | 16  | 17    |
| 18   | Sandy Stuvik          | 18  | 15  | 10  | 8   | 7   | 10  | 18  | 18  | Rit | 12  | Rit | 17† | 12  | 15  | 10  | 20  | 15  | 18  | 9     |
| 19   | Konstantin Tereščenko | 17  | 21  | 18  | Rit | 20  | 13  | 16  | 17  | Rit | 15  | 17  | Rit | 17  | 14  | 17  | 17  | 8   | 6   | 8     |
| 20   | Artur Janosz          | 16  | 12  | 11  | 9   | 9   | 15  | 14  | 12  | 11  | Rit | 12  | 9   | 16  | 8   | Rit | 16  | Rit | 19  | 3     |
| 21   | Tatiana Calderón      | 14  | 18  | 17  | Rit | 17  | 20  | 21  | 21  | 10  | 9   | 14  | Rit | 10  | 16  | Rit | 15  | Rit | Rit | 2     |
| 22   | Giuliano Alesi        | 22  | 16  | NP  | NP  | 16  | Rit | 19  | 16  | Rit | 14  | 10  | 12  | NP  | 19  | 16  | 13  | 11  | 10  | 1     |
| 23   | Alessio Lorandi       |     |     |     |     |     |     |     |     |     |     |     |     |     |     | 11  | 9   | 12  | 20  | 0     |
| 24   | Akash Nandy           | 21  | 23  | 12  | Rit | 19  | 21  | 17  | Rit | 13  | 16  | 16  | 13  | 15  | 18  | Rit | 18  | 13  | 13  | 0     |
| 25   | Richard Gonda         | 13  | 17  | 19  | Rit |     |     | 13  | 15  |     |     |     |     |     |     |     |     |     |     | 0     |
| 26   | Niko Kari             |     |     |     |     |     |     |     |     |     |     | Rit | 14  |     |     |     |     |     |     | 0     |
| 27   | Mahaveer Raghunathan  | 23  | 24  |     |     |     |     |     |     |     |     |     |     |     |     |     |     |     |     | 0     |
| Pos. | Pilota                | BAR | BAR | RBR | RBR | SIL | SIL | HUN | HUN | HOC | HOC | SPA | SPA | MNZ | MNZ | SEP | SEP | YMC | YMC | Punti |

| Colore  | Risultato             |
| ------- | --------------------- |
| Oro     | Vincitore             |
| Argento | 2º posto              |
| Bronzo  | 3º posto              |
| Verde   | Finito a punti        |
| Blu     | Finito senza punti    |
| Viola   | Ritirato (Rit)        |
| Viola   | Non classificato (NC) |
| Rosso   | Non qualificato (NQ)  |
| Nero    | Squalificato (SQ)     |
| Bianco  | Non partito (NP)      |
| Bianco  | Non ha gareggiato     |
| Bianco  | Infortunato (INF)     |
| Bianco  | Escluso (ES)          |
| Bianco  | Gara cancellata (C)   |

### Classifica scuderie
| Pos. | Team                | BAR | BAR | RBR | RBR | SIL | SIL | HUN | HUN | HOC | HOC | SPA | SPA | MNZ | MNZ | SEP | SEP | YMC | YMC | Punti |
| ---- | ------------------- | --- | --- | --- | --- | --- | --- | --- | --- | --- | --- | --- | --- | --- | --- | --- | --- | --- | --- | ----- |
| 1    | ART Grand Prix      | 1   | 1   | 1   | 2   | 1   | 3   | 4   | 1   | 2   | 3   | 1   | 6   | 4   | 1   | 1   | 2   | 1   | 3   | 588   |
| 1    | ART Grand Prix      | 3   | 5   | 2   | 4   | 2   | 7   | 6   | 3   | 4   | 8   | 3   | 8   | 5   | 2   | 3   | 5   | 5   | 9   | 588   |
| 1    | ART Grand Prix      | 6   | 9   | 3   | Rit | 5   | 8   | 7   | 4   | 5   | 11  | 9   | 10  | 6   | Rit | 7   | 6   | Rit | 11  | 588   |
| 2    | Arden International | 7   | 4   | 9   | 5   | 12  | 6   | 3   | 6   | 6   | 2   | 2   | 1   | 1   | 4   | 2   | 1   | 2   | 2   | 297   |
| 2    | Arden International | 14  | 18  | 17  | Rit | 13  | 9   | 9   | 7   | 10  | 6   | 5   | 5   | 2   | 5   | 6   | 3   | 3   | 4   | 297   |
| 2    | Arden International | 20  | 19  | Rit | Rit | 17  | 20  | 21  | 21  | 12  | 9   | Rit | Rit | 10  | 16  | Rit | 15  | Rit | Rit | 297   |
| 3    | Trident             | 4   | 3   | 5   | 3   | 3   | 1   | 2   | 10  | 1   | 12  | 4   | 2   | 8   | 3   | 8   | 13  | 11  | 10  | 170   |
| 3    | Trident             | 16  | 12  | 10  | 8   | 7   | 10  | 14  | 12  | 11  | 14  | 10  | 9   | 12  | 8   | 10  | 16  | 15  | 17  | 170   |
| 3    | Trident             | 18  | 15  | 11  | 9   | 9   | 15  | 18  | 16  | Rit | Rit | 12  | 12  | 16  | 15  | 16  | 20  | 16  | 18  | 170   |
| 4    | DAMS                | 2   | 7   | 8   | 6   | 15  | 4   | 10  | 9   | 8   | 1   | 7   | 3   | 3   | 10  | 12  | 11  | 4   | 1   | 152   |
| 4    | DAMS                | 5   | 8   | 13  | 10  | 18  | 11  | 15  | 11  | 9   | 4   | 11  | Rit | 19† | 11  | Rit | 12  | 7   | 8   | 152   |
| 4    | DAMS                | 15  | 11  | 15  | 14  | Rit | 17  | 23  | 19  | 14  | 10  | Rit | Rit | NC  | 12  | Rit | Rit | 9   | 15  | 152   |
| 5    | Koiranen GP         | 10  | 6   | 4   | 1   | 4   | 12  | 1   | 5   | 3   | 7   | 8   | 4   | 9   | 9   | 9   | 4   | Rit | 12  | 147   |
| 5    | Koiranen GP         | 11  | 10  | 6   | 7   | 5   | 16  | 5   | 8   | 15  | 13  | Rit | 14  | 18  | 17  | 15  | 14  | Rit | 16  | 147   |
| 5    | Koiranen GP         | 12  | 20  | Rit | Rit | 21  | 18  | 12  | 22  | Rit | Rit | Rit | Rit | Rit | Rit |     |     |     |     | 147   |
| 6    | Jenzer Motorsport   | 8   | 2   | 12  | 13  | 8   | 19  | 8   | 2   | 7   | 5   | 15  | 13  | 14  | 6   | 4   | 7   | 12  | 13  | 68    |
| 6    | Jenzer Motorsport   | 13  | 17  | 14  | Rit | 19  | 21  | 13  | 15  | 13  | 16  | 16  | 16  | 15  | 18  | 11  | 9   | 13  | 14  | 68    |
| 6    | Jenzer Motorsport   | 21  | 23  | 19  | Rit |     |     | 17  | Rit |     |     | Rit | NP  |     |     | Rit | 18  | 14  | 20  | 68    |
| 7    | Campos Racing       | 17  | 14  | 16  | 11  | 10  | 2   | 11  | 14  | 16  | 15  | 6   | 7   | 11  | 7   | 5   | 10  | 6   | 5   | 66    |
| 7    | Campos Racing       | 19  | 21  | 18  | 12  | 14  | 5   | 16  | 17  | Rit | 17  | 13  | 11  | 13  | 13  | 14  | 17  | 8   | 6   | 66    |
| 7    | Campos Racing       | Rit | 22  | 20  | Rit | 20  | 13  | 22  | 20  | Rit | Rit | 17  | Rit | 17  | 14  | 17  | 19  | 10  | 7   | 66    |
| Pos. | Team                | BAR | BAR | RBR | RBR | SIL | SIL | HUN | HUN | HOC | HOC | SPA | SPA | MNZ | MNZ | SEP | SEP | YMC | YMC | Punti |

| Colore  | Risultato             |
| ------- | --------------------- |
| Oro     | Vincitore             |
| Argento | 2º posto              |
| Bronzo  | 3º posto              |
| Verde   | Finito a punti        |
| Blu     | Finito senza punti    |
| Viola   | Ritirato (Rit)        |
| Viola   | Non classificato (NC) |
| Rosso   | Non qualificato (NQ)  |
| Nero    | Squalificato (SQ)     |
| Bianco  | Non partito (NP)      |
| Bianco  | Non ha gareggiato     |
| Bianco  | Infortunato (INF)     |
| Bianco  | Escluso (ES)          |
| Bianco  | Gara cancellata (C)   |

## Test post-stagionali
Il Circuito di Yas Marina ha ospitato i test post stagionali, tra il 30 novembre e il 2 dicembre.
| Circuito               | Data                     | Pilota più veloce | Team                | Tempo    | Giri |
| ---------------------- | ------------------------ | ----------------- | ------------------- | -------- | ---- |
| Circuito di Yas Marina | 30 novembre (mattino)    | Nirei Fukuzumi    | ART Grand Prix      | 1'55"853 | 24   |
| Circuito di Yas Marina | 30 novembre (pomeriggio) | Nirei Fukuzumi    | ART Grand Prix      | 1'55"479 | 35   |
| Circuito di Yas Marina | 1º dicembre (mattino)    | Niko Kari         | Arden International | 1'55"949 | 24   |
| Circuito di Yas Marina | 1º dicembre (pomeriggio) | Alessio Lorandi   | Jenzer Motorsport   | 1'55"734 | 34   |
| Circuito di Yas Marina | 2 dicembre (mattino)     | George Russell    | ART Grand Prix      | 1'55"364 | 26   |
| Circuito di Yas Marina | 2 dicembre (pomeriggio)  | George Russell    | ART Grand Prix      | 1'55"759 | 37   |